# Inarticulate Speech of the Heart
Inarticulate Speech of the Heart è il quattordicesimo album del cantautore britannico Van Morrison.

## Copertina
La copertina raffigura un pentagramma con delle note a forma di cuore. Il fondo è per metà blu e per l'altra metà violetto, ma entrambi i colori sfumano nel nero.

## Tracce
1. Higher Than the World – 3:42
2. Connswater – 4:09
3. River of Time – 3:02
4. Celtic Swing – 5:03
5. Rave On, John Donne – 5:12
6. Inarticulate Speech of the Heart nº 1 – 4:53
7. Irish Heartbeat – 4:40
8. The Streets Only Knew Your Name – 3:36
9. Cry for Home – 3:44
10. Inarticulate Speech of the Heart nº 2 – 3:53
11. September Night – 5:16